# 同盟 (電視劇)
《同盟》 香港電視廣播有限公司拍攝製作的時裝動作、商戰、溫情、懸疑電視劇，以電影級器材拍攝，由陳展鵬、胡定欣及鮑起靜領銜主演，由陳山聰、姚子羚、郭鋒、歐瑞偉、張國強、江美儀、羅樂林、梁竞徽、韩马利、吴家乐、敖嘉年、林子善、梁舜燕、刘江、郑子诚、杨证桦及黄长兴聯合演出，並由文偉鴻擔任監製，編審伍立光，武術指導郭追。此劇為鮑起靜首套演出的無綫劇集。
此劇為2017無綫節目巡禮14部劇集之一、無綫海外業務及簡介2017所推介的17部劇集之一、2017香港國際影視展16部推介劇集之一、2017年TVB Amazing Summer劇集之一、新加坡星和视界娱家戏剧台（855频道）及2017年無綫剧集收视冠军。

## 演員表

### 令家
| 演員           | 角色     | 暱稱／關係 |
| 吳香倫（中年） | 令蔣秀萍 | 令老太 令熊之母 令熹之母，並忽略其 令烈之母，並偏心其 令家名之嫲嫲，並忽略其 令家就之嫲嫲，並偏心其 高子之外婆，並偏心其 羅皓雯、羅皓兒之外婆 令千佑無血緣關係之外婆，並忽略其 范柏森之岳母 張綺蓮之家婆 趙學琳之太家婆 韋以柔之養太外家婆（第20集起） 於第4集被戴七派手下炸死未遂 於第5集斥責令熹、范柏森險使其遭戴七手下殺害 於第16集被令熊送入佛寺暫住，以便其逐令家就出令家，後於同集得知令熊將之逐出令家後拒回令家 於第17集被羅皓雯及羅皓兒告知高子的身份而與其相認，後被其說服返回令家 於第21集得知令家就死訊而暈倒，後無恙 於第22集失蹤，實為前往鵝頸橋打小人於殺死令家就之兇手，後被高子尋回及安慰 於第23集被令烈企圖帶走，後被其錯手推下樓梯而昏迷，同集甦醒；但依然維護其 於第25集出院，同集被金天威逼的范柏森錯手毒害，後康復 於第26集誤以為令熊已去世，後於第27集得知為高子杰、令千佑等人設以對付金天之局 於第27集得知令烈已被炸死，於同集承認自己一直偏心令烈，但實際是想令其變好不果反令其變本加厲，最後改過自己偏心的性格 于第28集（兩年後）與家人移居至農村生活 |
| 梁舜燕         | 令蔣秀萍 | 令老太 令熊之母 令熹之母，並忽略其 令烈之母，並偏心其 令家名之嫲嫲，並忽略其 令家就之嫲嫲，並偏心其 高子之外婆，並偏心其 羅皓雯、羅皓兒之外婆 令千佑無血緣關係之外婆，並忽略其 范柏森之岳母 張綺蓮之家婆 趙學琳之太家婆 韋以柔之養太外家婆（第20集起） 於第4集被戴七派手下炸死未遂 於第5集斥責令熹、范柏森險使其遭戴七手下殺害 於第16集被令熊送入佛寺暫住，以便其逐令家就出令家，後於同集得知令熊將之逐出令家後拒回令家 於第17集被羅皓雯及羅皓兒告知高子的身份而與其相認，後被其說服返回令家 於第21集得知令家就死訊而暈倒，後無恙 於第22集失蹤，實為前往鵝頸橋打小人於殺死令家就之兇手，後被高子尋回及安慰 於第23集被令烈企圖帶走，後被其錯手推下樓梯而昏迷，同集甦醒；但依然維護其 於第25集出院，同集被金天威逼的范柏森錯手毒害，後康復 於第26集誤以為令熊已去世，後於第27集得知為高子杰、令千佑等人設以對付金天之局 於第27集得知令烈已被炸死，於同集承認自己一直偏心令烈，但實際是想令其變好不果反令其變本加厲，最後改過自己偏心的性格 于第28集（兩年後）與家人移居至農村生活 |
| 趙希洛（青年） | 令 熊    | 阿熊、令小姐 令氏集團主席 令蔣秀萍之長女 令熹之大姊，後於第26集起被她陷害 令烈之大姊，後於第22集反目 高志華之女友 謝若薇之好友 高子之母，於第6集相認，並被他誤會，後和好 阮清欣之救命恩人，並委派她保護高子 令千佑之養母 令家名之大姑媽，後於第26集起被他陷害 令家就之大姑媽，於第16集與令家就反目，並被其設局陷害 羅皓雯之大姨媽 羅皓兒之大姨媽，對其疼愛有加 范柏森之大姨子 張綺蓮之大姑奶 趙學琳之大姑奶奶 易兆風之上司兼知己 韋以柔之養家婆 韋磊之天敵兼養親家母（第20集起），最後和好 金天之天敵，並被她操控及陷害 於第1集被金天設局讓戴七派越虎幫的殺手槍傷，後康復 於第4集被戴七派手下殺害不遂 於第6集被金天、李仁禮嫁禍殺害戴七及其全家 於第7集被金天指使的柳澤成利用對付陳萬輝 於第12集被金天、柳澤成利用而與Johnny Cub結怨 於第20集被令家就、韋磊、韋以堅、韋以強設局引誘往台灣，並被陷害殺害天爺而被台灣黑幫追殺，後為救高子而被台灣黑幫手下槍傷昏迷，其後康復 於第21集被令家就脅持，後被高子、阮清欣救回 於第22集企圖控告柳澤成舞弊不遂，後被金天及柳澤成利用的令烈對付 於第23集被令烈企圖炸死，後被金天、李仁禮及柳澤成嫁禍殺害令烈 於第24集與韋磊合作查出金天的真正身份 於第25集被金天威逼的范柏森毒害而昏迷，後康復 於第26集起被令熹與令家名合謀對付，並被他們企圖毒害不遂及被張綺蓮企圖使用抑制器手槍殺害不遂，後為了讓高子接近金天而假扮中毒失救死亡 於第27集甦醒並康復 於第28集結束令氏集團，並被金天及她派的殺手脅持，後獲救，最後（兩年後）與家人移居至農村生活 參見同盟 |
| 鮑起靜         | 令 熊    | 阿熊、令小姐 令氏集團主席 令蔣秀萍之長女 令熹之大姊，後於第26集起被她陷害 令烈之大姊，後於第22集反目 高志華之女友 謝若薇之好友 高子之母，於第6集相認，並被他誤會，後和好 阮清欣之救命恩人，並委派她保護高子 令千佑之養母 令家名之大姑媽，後於第26集起被他陷害 令家就之大姑媽，於第16集與令家就反目，並被其設局陷害 羅皓雯之大姨媽 羅皓兒之大姨媽，對其疼愛有加 范柏森之大姨子 張綺蓮之大姑奶 趙學琳之大姑奶奶 易兆風之上司兼知己 韋以柔之養家婆 韋磊之天敵兼養親家母（第20集起），最後和好 金天之天敵，並被她操控及陷害 於第1集被金天設局讓戴七派越虎幫的殺手槍傷，後康復 於第4集被戴七派手下殺害不遂 於第6集被金天、李仁禮嫁禍殺害戴七及其全家 於第7集被金天指使的柳澤成利用對付陳萬輝 於第12集被金天、柳澤成利用而與Johnny Cub結怨 於第20集被令家就、韋磊、韋以堅、韋以強設局引誘往台灣，並被陷害殺害天爺而被台灣黑幫追殺，後為救高子而被台灣黑幫手下槍傷昏迷，其後康復 於第21集被令家就脅持，後被高子、阮清欣救回 於第22集企圖控告柳澤成舞弊不遂，後被金天及柳澤成利用的令烈對付 於第23集被令烈企圖炸死，後被金天、李仁禮及柳澤成嫁禍殺害令烈 於第24集與韋磊合作查出金天的真正身份 於第25集被金天威逼的范柏森毒害而昏迷，後康復 於第26集起被令熹與令家名合謀對付，並被他們企圖毒害不遂及被張綺蓮企圖使用抑制器手槍殺害不遂，後為了讓高子接近金天而假扮中毒失救死亡 於第27集甦醒並康復 於第28集結束令氏集團，並被金天及她派的殺手脅持，後獲救，最後（兩年後）與家人移居至農村生活 參見同盟 |
| 周志康（青年） | 高志華   | 令熊之男友 高子杰之父 多年前被令熊的仇家槍殺身亡 於第6集在令熊的回憶中出現 |
| 林秀怡（青年） | 令 熹    | 阿熹、二小姐 令氏集團旗下投資公司主席 令蔣秀萍之二女，被其忽略 令熊之妹，後於第26集起陷害她 令烈之二姊，與其不和，後於第23集反目 范柏森之妻 羅皓雯之母 羅皓兒之母，曾利用她 高子之姨，曾調查他，後於第26集反目 令家名之二姑媽，與其不和，後於第26集起勾結，最後於第28集反目 令家就之二姑媽，與其不和，後於第16集反目 令千佑無血緣關係之阿姨 張綺蓮之二姑奶，與其不和 趙學琳之二姑奶奶 韋以柔之養姨家婆（第20集起） 於第14集與令烈合謀驗取令熊及高子之DNA，後於第16集遭令熊得知及揭穿 於第16集利用降血壓藥使羅皓兒頭暈不適，並訛稱其患有創傷後遺症，欲藉此謀取令烈於南灣計劃其中兩個單位，後於同集被令熊揭穿詭計 於第17集被柳澤成以其及羅皓雯之犯罪證據威脅陷害李鐵岳，後被令熊識破及協助解決 於第25集被金天威逼的范柏森錯手毒害，後康復 於第26集起為與金天求和而與令家名合謀對付令熊，並企圖毒害令熊不遂，後被令熊識破 於第28集與令家名企圖侵吞令氏集團，最後在高子設局下與令家名自相殘殺，並被令家名刺死 |
| 韓馬利         | 令 熹    | 阿熹、二小姐 令氏集團旗下投資公司主席 令蔣秀萍之二女，被其忽略 令熊之妹，後於第26集起陷害她 令烈之二姊，與其不和，後於第23集反目 范柏森之妻 羅皓雯之母 羅皓兒之母，曾利用她 高子之姨，曾調查他，後於第26集反目 令家名之二姑媽，與其不和，後於第26集起勾結，最後於第28集反目 令家就之二姑媽，與其不和，後於第16集反目 令千佑無血緣關係之阿姨 張綺蓮之二姑奶，與其不和 趙學琳之二姑奶奶 韋以柔之養姨家婆（第20集起） 於第14集與令烈合謀驗取令熊及高子之DNA，後於第16集遭令熊得知及揭穿 於第16集利用降血壓藥使羅皓兒頭暈不適，並訛稱其患有創傷後遺症，欲藉此謀取令烈於南灣計劃其中兩個單位，後於同集被令熊揭穿詭計 於第17集被柳澤成以其及羅皓雯之犯罪證據威脅陷害李鐵岳，後被令熊識破及協助解決 於第25集被金天威逼的范柏森錯手毒害，後康復 於第26集起為與金天求和而與令家名合謀對付令熊，並企圖毒害令熊不遂，後被令熊識破 於第28集與令家名企圖侵吞令氏集團，最後在高子設局下與令家名自相殘殺，並被令家名刺死 |
| 吳家樂         | 范柏森   | Sunny 過氣明星 令熹之第二任丈夫（入贅） 羅皓雯之繼父，與其不和兼被其憎恨 羅皓兒之繼父 令蔣秀萍之次女婿 令熊之妹夫 令烈之二姐夫，與其不和，後於第23集反目 張綺蓮之二姑爺，與其不和 令家名之二姑丈，與其不和 令家就之二姑丈，與其不和，後於第16集反目 高子杰之姨丈 令千佑之養姨丈 韋以柔之養姨家翁（第20集起） 於第25集被金天威逼毒害令熊，並錯手毒害令蔣秀萍、羅皓兒及眾人 |
| 黃得生（青年） | 令 烈    | 阿烈、Jason 令氏集團旗下地產發展公司主席，後於第23集被柳澤成游說並辭職 令蔣秀萍之幼子，被其偏愛 令熊之弟，後於第22集反目 令熹之弟，與其不和，後於第23集反目 令家名之父，並看不起其，後於第23集被其出賣並反目 令家就之父，並偏心其 張綺蓮之夫 高子之舅父，並針對及陷害其，後於第22集反目 羅皓雯、羅皓兒之舅父 令千佑無血緣關係之舅父，並針對其，後於第23集反目 范柏森之舅仔，與其不和，後於第23集反目 韋以柔之養舅家翁（第20集起） 於第14集與令熹合謀驗取令熊及高子之DNA，後於第16集遭令熊得知及揭穿 於第22集被金天及柳澤成利用對付令熊，同集向其提出分家 於第23集錯手把令蔣秀萍推下樓梯至昏迷，並得知令家就被高子殺害而企圖殺死他，其後打暈令家名及企圖炸死令熊、高子、令千佑等人，最後被金天、李仁禮及柳澤成設局炸死 |
| 張國強         | 令 烈    | 阿烈、Jason 令氏集團旗下地產發展公司主席，後於第23集被柳澤成游說並辭職 令蔣秀萍之幼子，被其偏愛 令熊之弟，後於第22集反目 令熹之弟，與其不和，後於第23集反目 令家名之父，並看不起其，後於第23集被其出賣並反目 令家就之父，並偏心其 張綺蓮之夫 高子之舅父，並針對及陷害其，後於第22集反目 羅皓雯、羅皓兒之舅父 令千佑無血緣關係之舅父，並針對其，後於第23集反目 范柏森之舅仔，與其不和，後於第23集反目 韋以柔之養舅家翁（第20集起） 於第14集與令熹合謀驗取令熊及高子之DNA，後於第16集遭令熊得知及揭穿 於第22集被金天及柳澤成利用對付令熊，同集向其提出分家 於第23集錯手把令蔣秀萍推下樓梯至昏迷，並得知令家就被高子殺害而企圖殺死他，其後打暈令家名及企圖炸死令熊、高子、令千佑等人，最後被金天、李仁禮及柳澤成設局炸死 |
| 楊卓娜         | 令張綺蓮 | Tina 令烈之第二任妻子，於第23集成為其遺孀 令家名、令家就之繼母 令蔣秀萍之媳婦 令熊之弟婦 令熹之弟婦，與其不和 范柏森之舅弟婦，與其不和 高子、羅皓雯、羅皓兒之舅母 令千佑之養舅母 趙學琳之繼家婆 韋以柔之養舅家婆（第20集起） 於第25集被金天威逼的范柏森錯手毒害，後康復 於第26集企圖使用抑制器手槍殺害令熊不遂，並被令熊識破 |
| 林子善         | 令家名   | Anthony 令氏集團旗下地產發展公司總經理 患有腦癌，因而經常頭痛 為人沉默、冷靜、機智、不衝動 令烈之長子，並被其看不起，後於第23集出賣其而與其反目 張綺蓮之繼子 令蔣秀萍之孫 令熊之侄子，後於第26集起陷害其 范柏森之侄子，與其不和 令熹之侄子，與其不和，後於第26集起勾結，最後於第28集反目 令家就之兄兼情敵，並被其看不起，後於第16集反目 趙學琳之夫，並被其看不起，後於第26集反目 令千佑無血緣關係之表哥 高子杰之表哥，並針對其，後於第26集反目 羅皓雯、羅皓兒之表哥 韋以柔之養表伯子（第20集起） 與金天勾結 於第16集得知令家就與趙學琳有染 於第23集出賣令烈並被其打暈，後甦醒 於第25集被金天威逼的范柏森錯手毒害，後康復 於第26集起為與金天求和而與令熹合謀對付令熊，並企圖毒害令熊不遂，後被令熊識破 於第28集與令熹企圖侵吞令氏集團，其後與令熹自相殘殺，並刺死令熹，最後在高子設局下被金天毒死 |
| 李璧琦         | 令趙學琳 | Hilda 令家名之妻，並看不起其，後於第26集反目 令烈之媳婦 張綺蓮之繼媳婦 令蔣秀萍之孫媳婦 令熊、范柏森、令熹之侄媳婦 令家就之大嫂兼情婦人（叔嫂戀），後於第16集分手並反目 令千佑之養表嫂 高子、羅皓雯、羅皓兒之表嫂 韋以柔之養表妯娌（第20集起） 於第25集被金天威逼的范柏森錯手毒害，後康復 |
| 敖嘉年         | 令家就   | Ricky 令氏集團旗下地產發展公司經理，於第12集被降職為令氏集團物流部文員，後於第16集被革職 為人衝動，做事不顧後果，因此容易闖禍 令烈之幼子，並被其偏心 張綺蓮之繼子 令蒋秀萍之孫，被其偏愛 令熊之侄子，後於第16集反目，並設局陷害她 范柏森、令熹之侄子，與他們不和，後於第16集反目 令家名之弟兼情敵，並看不起其，後於第16集反目 高子杰之表哥，曾為其下屬，並針對及陷害其，後於第21集反目 令千佑無血緣關係之表哥，並針對他 羅皓雯、羅皓兒之表哥 趙學琳之叔仔兼情夫（叔嫂戀），後於第16集分手並反目 韋以柔之養表伯子（第20集起） 於第12集與Johnny Cub合作運軍火，後反目（實為金天設的局） 於第16集被令熊逐出令家，後離開香港，並前往台灣 於第20集與韋磊、韋以堅、韋以強、昇勾結，假裝被黑幫綁架以引誘令熊前往台灣，並設局陷害其殺害天爺 於第21集出賣及用板手打死昇，後企圖殺死令熊、高子杰、阮清欣，並脅持令熊，最後被高子杰自衛開槍殺死 |
| 陳山聰         | 令千佑   | Kent 令氏集團法律顧問，於第28集成為法援大律師 「重生日」為10月23日 令蔣秀萍無血緣關係之外孫，並被其忽略 令熊之養子 范柏森之養姨甥 令熹無血緣關係之姨甥 令烈無血緣關係之外甥，並被其針對，後於第23集反目 張綺蓮之養外甥 令家名無血緣關係之表弟 令家就無血緣關係之表弟，並被其針對 羅皓雯、羅皓兒無血緣關係之表哥 趙學琳之養表叔仔 高子杰無血緣關係之兄，與其先敵後友，後於第26集假扮反目 金天之天敵 韋以柔之男友，後為其夫（影射羅密歐） 被韋磊利用，後反目，於第20集起成為其女婿，但最後和好 被韋以堅、韋以強利用，後與他們反目，於第20集起成為他們的妹夫，但最後和好 陳潔茹、劉麗明之姑爺（第20集起） 韋彤、韋軒之姑丈（第20集起） 阮清欣、戴華冠、李佳佳之好友 於第20集在台灣與韋以柔結婚 於第22集控告柳澤成舞弊不遂 於第23集被令烈企圖炸死 於第24集為讓韋磊接近金天而設局令柳澤成被陳萬輝兒子追殺 於第25集被金天威逼的范柏森錯手毒害，後康復 於第26集被高子杰用電槍電暈，後甦醒，並為了讓高子杰接近金天而假扮誤會其害死令熊 於第27集在金天的監視下假扮被高子杰刺死，後與高子杰設局令金天被警方通緝 於第28集為了救令熊而被金天派的手下槍傷，後康復，最後（兩年後）與家人移居至農村生活 |
| 陳展鵬         | 高子     | 阿杰、杰仔 衝浪教練，於第10集短暫成為令熊之保鑣，後於第12集成為令氏集團物流部經理，其後於第27集成為令氏集團代主席 生日為10月23日 在台灣長大 於第2集前往香港時，護照化名李偉強 高志華之子 令熊之子，於第6集相認，並誤會其，後和好 謝若薇之養子 令蒋秀萍之外孫，被其偏愛 令熹之姨甥，後於第26集反目 范柏森之姨甥 令烈之外甥，並被其針對及陷害，後於第22集反目 張綺蓮之外甥 令家名之表弟，並被他針對，後於第26集反目 令家就之表弟，曾為其上司，並被其針對及陷害，後於第21集反目 羅皓雯之表哥 羅皓兒之表哥兼救命恩人 趙學琳之表叔仔 令千佑無血緣關係之弟，與其先敵後友，後於第26集假扮反目 阮清欣之保護對象兼鬥氣冤家，後漸漸成為其男友 戴華冠、李佳佳之好友 韋以柔之養叔仔兼好友（第20集起），後於第27集被其誤以為殺死令千佑而反目，最後和好 金天之天敵 於第1集被金天設局讓戴七派越虎幫的殺手伏擊，後被謝若薇及阮清欣救回 於第15集為救阮清欣而被Johnny Cub刺傷，後康復，並與阮清欣發生關係 於第16集與令家各人（令蔣秀萍除外）相認，後於第17集與令蔣秀萍相認 於第21集為救令熊而自衛槍殺令家就 於第23集向令烈道出自己殺死令家就而被他企圖殺害，其後亦被他企圖炸死 於第24集為讓韋磊接近金天而設局令柳澤成被陳萬輝兒子追殺 於第25集被金天威逼的范柏森錯手毒害，後康復 於第26集用電槍電暈令千佑，並表面上害死令熊及為了金錢權利而與金天合作，實際上與令熊、令千佑利用其 於第27集假扮收買靚寶、阿信、黑仔來陷害令千佑，並在金天的監視下假扮刺死令千佑，其後與令千佑設局令金天被警方通緝 於第28集設局讓令家名殺害令熹及讓金天毒死令家名和一衆「同盟」股東，後為了救令熊而説服蔣雲天、任賜強、游嘉華、文迪申（四大家族）出賣及指使殺手殺害金天，並取而代之成為新的Rainman，及後假裝被殺死 在兩年後出賣蔣雲天、任賜強、游嘉華、文迪申（四大家族）並把他們的犯罪證據在網上公開，其後成功放下身份，最後與阮清欣重逢 參見同盟 |
| 湯洛雯         | 羅皓雯   | Kelly 反叛少女，後改過 令熹之長女 范柏森之繼女，與其不和兼憎恨其 令蔣秀萍之外孫女 令熊之姨甥女 令烈、張綺蓮之外甥女 羅皓兒之姊 令家名、令家就、高子之表妹 令千佑無血緣關係之表妹 趙學琳之表姑仔 南之前女友 韋以柔之養表姑仔（第20集起） 於第18集起成為李鐵岳助選團成員之一 於第25集被金天威逼的范柏森錯手毒害，後康復 於第28集（兩年後）與家人移居至農村生活 |
| 林穎彤         | 羅皓兒   | Chloe 為人善良，沒有機心 令熹之次女，並曾被其利用 范柏森之繼女 令蔣秀萍之外孫女 令熊之姨甥女 令烈、張綺蓮之外甥女 羅皓雯之妹 令家名、令家就、高子之表妹 令千佑無血緣關係之表妹 趙學琳之表姑仔 韋以柔之養表姑仔（第20集起） 於第14集被Johnny Cub及游擊隊綁架 於第15集獲救 於第16集被令熹利用而疑似患有創傷後遺症，後被揭穿 於第18集起成為李鐵岳助選團成員之一 於第25集被金天威逼的范柏森錯手毒害，後康復 於第28集（兩年後）與家人移居至農村生活 |

### 韋家
| 演員           | 角色   | 暱稱／關係 |
| 衛志豪（青年） | 韋 磊  | 韋爺 創新天集團主席 韋以堅、韋以強之父，與他們勾結 韋以柔之父，並利用她，後於第21集因韋以堅、韋以強的死而與她反目，但最後和好 陳潔茹、劉麗明之家翁 韋彤、韋軒之爺爺 令千佑之岳父（第20集起） 令熊之天敵兼養親家父（第20集起），最後和好 表面上贊成韋以柔與令千佑結婚，實際上不滿令千佑，並暗中利用他對付令熊，後與他反目，但最後和好 與柳澤成勾結，後反目 多年前被警方通緝，後因金天幫助而脫罪，並被她利用來衡制令熊 於第19集被柳澤成指使殺害李鐵岳不遂 於第20集與令家就、昇勾結，引誘令熊前往台灣，並設局陷害她殺害天爺 於第21集企圖吞槍自殺時被令千佑阻止，並錯手開槍射傷自己導致下半身短暫癱瘓，其後康復 於第24集與令熊合作，並利用柳澤成以查出金天的真正身份，並為了接近金天而設局令柳澤成被陳萬輝兒子追殺，後把他救回 於第25集得知金天的真正身份而被她的手下開槍射殺身亡，並在臨終前留下金天的身份綫索被令熊等人追查 參見同盟 |
| 郭 鋒          | 韋 磊  | 韋爺 創新天集團主席 韋以堅、韋以強之父，與他們勾結 韋以柔之父，並利用她，後於第21集因韋以堅、韋以強的死而與她反目，但最後和好 陳潔茹、劉麗明之家翁 韋彤、韋軒之爺爺 令千佑之岳父（第20集起） 令熊之天敵兼養親家父（第20集起），最後和好 表面上贊成韋以柔與令千佑結婚，實際上不滿令千佑，並暗中利用他對付令熊，後與他反目，但最後和好 與柳澤成勾結，後反目 多年前被警方通緝，後因金天幫助而脫罪，並被她利用來衡制令熊 於第19集被柳澤成指使殺害李鐵岳不遂 於第20集與令家就、昇勾結，引誘令熊前往台灣，並設局陷害她殺害天爺 於第21集企圖吞槍自殺時被令千佑阻止，並錯手開槍射傷自己導致下半身短暫癱瘓，其後康復 於第24集與令熊合作，並利用柳澤成以查出金天的真正身份，並為了接近金天而設局令柳澤成被陳萬輝兒子追殺，後把他救回 於第25集得知金天的真正身份而被她的手下開槍射殺身亡，並在臨終前留下金天的身份綫索被令熊等人追查 參見同盟 |
| 楊證樺         | 韋以堅 | Michael 韋磊之長子，與其勾結 韋以強之兄，與其勾結 韋以柔之兄，並利用她 陳潔茹之夫 劉麗明之大伯子 韋彤之父 韋軒之大伯父 不滿令熊 令千佑之大舅（第20集起） 表面上贊成韋以柔與令千佑結婚，實際上不滿令千佑，並暗中利用他對付令熊，後與他反目，但最後和好 與柳澤成勾結 於第20集與令家就、昇勾結，以引誘令熊前往台灣，並設局陷害她殺害天爺 於第21集為救韋以柔而被台灣黑幫雷爺的手下開槍射殺身亡 於第22集其遺體被同盟眾人偷走，但最後被令千佑找回 |
| 林淑敏         | 陳潔茹 | Annie 韋以堅之妻 韋磊之大媳婦 韋以強之大嫂 韋以柔之大嫂，後於第21集因韋以堅、韋以強的死而與她反目，但最後和好 劉麗明之妯娌 韋彤之母 韋軒之大伯娘 令千佑之大舅嫂（第20集起） 於第25集經韋以柔安排下離開香港，前往外國 |
| 黃長興         | 韋以強 | George 韋磊之次子，與其勾結 韋以堅之弟，與其勾結 韋以柔之二兄，並利用她 劉麗明之夫 陳潔茹之叔仔 韋軒之父 韋彤之叔父 不滿令熊 令千佑之二舅（第20集起） 表面上贊成韋以柔與令千佑結婚，實際上不滿令千佑，並暗中利用他對付令熊，後與他反目，但最後和好 與柳澤成勾結 於第20集與令家就、昇勾結，以引誘令熊前往台灣，並設局陷害她殺害天爺 於第21集為救韋以柔而被台灣黑幫雷爺的手下開槍射殺身亡 於第22集其遺體被同盟眾人偷走，但最後被令千佑找回 |
| 關宛珊         | 劉麗明 | Betty 韋以強之妻 韋磊之二媳婦 韋以堅之弟婦 韋以柔之二嫂，後於第21集因韋以堅、韋以強的死而與她反目，但最後和好 陳潔茹之妯娌 韋軒之母 韋彤之嬸 令千佑之二舅嫂（第20集起） 於第25集經韋以柔安排下離開香港，前往外國 |
| 陳偲穎（童年） | 韋以柔 | Kate 令氏集團公關部主管 韋磊之三女，並被他利用 韋以堅、韋以強之妹，並被他們利用 陳潔茹、劉麗明之姑仔 韋彤、韋軒之姑姐 令千佑之女友，後為其妻（影射茱麗葉） 阮清欣、戴華冠、李佳佳之好友 於第20集在台灣與令千佑結婚 於第21集間接令韋以堅、韋以強被台灣黑幫雷爺的手下殺死 於第25集被金天威逼的范柏森錯手毒害，後康復 於第27集被金天脅持，後獲救 於第28集（兩年後）與令千佑等人移居至農村生活，並懷孕 |
| 姚子羚         | 韋以柔 | Kate 令氏集團公關部主管 韋磊之三女，並被他利用 韋以堅、韋以強之妹，並被他們利用 陳潔茹、劉麗明之姑仔 韋彤、韋軒之姑姐 令千佑之女友，後為其妻（影射茱麗葉） 阮清欣、戴華冠、李佳佳之好友 於第20集在台灣與令千佑結婚 於第21集間接令韋以堅、韋以強被台灣黑幫雷爺的手下殺死 於第25集被金天威逼的范柏森錯手毒害，後康復 於第27集被金天脅持，後獲救 於第28集（兩年後）與令千佑等人移居至農村生活，並懷孕 |
| 陳佳美         | 韋 彤  | 彤彤 韋以堅、陳潔茹之女 韋磊之孫女 韋以強、劉麗明、令千佑（第20集起）、韋以柔之姪女 韋軒之堂姐 於第25集經韋以柔安排下離開香港，前往外國 |
| 歐陽敬賢       | 韋 軒  | 軒仔 韋以強、劉麗明之子 韋磊之孫子 韋以堅、陳潔茹、令千佑（第20集起）、韋以柔之姪子 韋彤之堂弟 於第25集經韋以柔安排下離開香港，前往外國 |

### 戴家
| 演員   | 角色   | 暱稱／關係 |
| 王俊棠 | 戴麒忠 | 忠叔 士多店老闆 麗之夫 戴華冠之父，與他不和，後和好 曾反對令氏集團收地 於第7集被陳萬輝派手下綁架 於第8集獲救 |
| 區靄玲 | 麗     | 士多店老闆娘 戴麒忠之妻 戴華冠之母 |
| 梁竞徽 | 戴華冠 | 阿冠、G Force 小型貨車司機（專運人蛇），於第10集成為令熊之保鑣 戴麒忠之子，與其不和，後和好 麗之子 高子、阮清欣、令千佑、韋以柔之好友 李佳佳之暗戀對象，後為男友 被李魁針對，後和好 於第26集跟蹤柳澤成時被柳澤成及金天的手下綁架及毆打，最後為了保護高子杰而被金天的手下開槍殺死 |

### 同盟
| 演員           | 角色   | 暱稱／關係 |
| 趙希洛（青年） | 令 熊  | 令小姐 主席 韋磊之天敵，並被其陷害，但最後和好，並與他合作調查金天 與戴七、陳萬輝、Johnny Cub結怨而成為天敵（實為金天與柳澤成設的局） 與柳澤成互相利用，最後反目並成為天敵 被李仁禮、方立德針對，並被李仁禮陷害 曾被李鐵岳針對，後和好，並與他合作對付柳澤成 參見令家                            |
| 鮑起靜         | 令 熊  | 令小姐 主席 韋磊之天敵，並被其陷害，但最後和好，並與他合作調查金天 與戴七、陳萬輝、Johnny Cub結怨而成為天敵（實為金天與柳澤成設的局） 與柳澤成互相利用，最後反目並成為天敵 被李仁禮、方立德針對，並被李仁禮陷害 曾被李鐵岳針對，後和好，並與他合作對付柳澤成 參見令家                            |
| 陈展鹏         | 高子   | 阿 於第27集成為代主席 參見令家 |
| 衛志豪（青年） | 韋 磊  | 韋爺 股東／創新天集團主席 令熊之天敵，並陷害她，但最後和好，並與她合作調查金天 參見韋家 |
| 郭 鋒          | 韋 磊  | 韋爺 股東／創新天集團主席 令熊之天敵，並陷害她，但最後和好，並與她合作調查金天 參見韋家 |
| 何啟南         | 戴 七  | 阿七（戴老太專称） 股東／萬國鋒集團主席 與令熊結怨而成為天敵（實為金天與柳澤成設的局） 戴老太之子 與越虎幫會勾結及合作洗黑錢 於第1集派越虎幫殺手槍傷令熊、伏擊高子杰、阮清欣及殺害謝若薇（實為金天設的局） 於第4集派手下殺害令熊及令蔣秀萍不遂，後被警方通緝 於第6集交代與家人被金天指使李仁禮炸死 |
| 葉 暐          | 洪永東 | 新界東 股東 不滿令熊 與哥倫比亞集團合作販毒（實為金天設的局） 於第1集被韋磊派手下殺死來滅口 |
| 黎彼得         | 戚建揚 | 股東 不滿令熊、韋磊 於第22集偷走韋以堅、韋以強之遺體，並要脅韋磊交出51%股份未遂 於第28集在高子設局下被金天毒死 |
| 曾航生         | 羅宗翰 | 股東 不滿令熊、韋磊 於第22集偷走韋以堅、韋以強之遺體，並要脅韋磊交出51%股份未遂 於第28集在高子設局下被金天毒死 |
| 鍾志光         | 夏鑑光 | 股東 不滿令熊、韋磊 於第22集偷走韋以堅、韋以強之遺體，並要脅韋磊交出51%股份未遂 於第28集在高子設局下被金天毒死 |
| 魯振順         | 杜彥晨 | 股東 不滿令熊、韋磊 於第22集偷走韋以堅、韋以強之遺體，並要脅韋磊交出51%股份未遂 於第28集在高子設局下被金天毒死 |
| 楊瑞麟         | 程學文 | 股東 不滿令熊、韋磊 於第22集偷走韋以堅、韋以強之遺體，並要脅韋磊交出51%股份未遂 於第28集在高子設局下被金天毒死 |

### 香港警務處
| 演員   | 角色   | 暱稱／關係                                         |
| 羅樂林 | 郭勇軍 | 郭Sir、軍哥 警務處副處長 於第23集登場 李仁禮之上司 |

### 重案組
| 演員   | 角色                 | 暱稱／關係 |
| 劉 江  | 李仁禮               | 李Sir 警司，實為黑警 郭勇軍之下屬 與金天、柳澤成勾結 針對令熊，並陷害她 方立德之上司 於第3集登場 於第6集交代被金天指示炸死戴七及他全家，並嫁禍給令熊 於第23集與金天及柳澤成設局炸死令烈，並嫁禍給令熊，後被識穿 於第25集受金天指使趁高子杰等人擄走郭勇軍後立刻出動飛虎隊，將他們一網打盡，結果反中計而大怒 |
| 黃嘉樂 | 方立德               | 方Sir 督察 李仁禮之下屬 為人囂张 針對令熊 |
| 施駿喆 | 張衛國               | 警員 方立德之下屬 |
| 吳曠利 | 羅定勤               | 警員 方立德之下屬 |
| 繆家慶 | 潘鎮輝               | 警員 方立德之下屬 |
| 黃文迪 | 陳偉迪               | 警員 方立德之下屬 |
| 朱斐斐 | 楊翠瑩               | 警員 方立德之下屬 |
| 邵卓堯 |                      | 警員（第2集） |
| 陳浚霆 |                      | 警員（第2集） |
| 陳浚霆 | 柳澤成職員（第17集） | |
| 羅欣羚 |                      | CID 探員 |

### 政界人士
| 演員   | 角色       | 暱稱／關係 |
| 江美儀 | 金 天      | Rainman、金主席 於第23集正式登場 滅罪委員會主席／前警務處副處長／前廉政公署執行處副處長／前保安局局長 保安事務聯會成員 曾與令熊合作，後反目並成為天敵及操控和陷害她 與李仁禮、柳澤成勾結 高子杰、令千佑、郭勇軍之天敵 多年前韋磊被警方通緝時幫助他脫罪，並利用他來衡制令熊 於第1集設局讓戴七派越虎幫的殺手伏擊高子杰、阮清欣及槍傷令熊和殺害謝若薇 於第6集指使李仁禮炸死戴七及他全家，並嫁禍給令熊 於第7集指使柳澤成利用令熊對付陳萬輝 於第12集與柳澤成利用令熊使她與Johnny Cub結怨，並設局令Johnny Cub與令家就合作走私軍火 於第22集與柳澤成利用令烈對付令熊 於第23集與李仁禮、柳澤成設局炸死令烈，並嫁禍給令熊 於第25集威逼范柏森毒害令熊及令家衆人 於第26集設局讓令熹、令家名、張綺蓮對付令熊，並使計令高子杰害死令熊，後與高子杰合作，實為被他與令熊、令千佑利用 於第27集被高子杰、令千佑設局陷害而被警方通緝，其後脅持韋以柔，最後逃走 於第28集向令熊、高子杰、令千佑等人報復並派殺手殺害易兆風及把令熊脅持，其後與殺手擊斃靚寶、阿信、黑仔及槍傷令千佑，最後被高子杰成功説服的蔣雲天、任賜強、游嘉華、文迪申（四大家族）出賣及被金天自己的殺手槍殺身亡 名字諧音：今天 |
| 鄭子誠 | 柳澤成     | 柳主席、柳議員 為人囂張及下流無恥 立法會議員 與令熊互相利用，最後反目並成為天敵 與韋磊、韋以堅、韋以強勾結 李鐵岳之競爭對手，並殺害他 與金天、李仁禮勾結 於第7集被金天指使利用令熊對付陳萬輝 於第12集與金天利用令熊使她與Johnny Cub結怨 於第17集威脅令熹幫自己陷害李鐵岳，後被令熊識破 於第19集指使韋磊殺害李鐵岳不遂 於第22集造假票而當選立法會議員，並被令熊、令千佑及李鐵岳企圖控告舞弊不遂，其後與金天利用令烈對付令熊 於第23集與金天及李仁禮設局炸死令烈，並嫁禍給令熊 於第24集被高子杰、令千佑、韋磊設局而被陳萬輝兒子追殺，後被韋磊救回，並被他利用接近金天 於第26集綁架及毆打戴華冠，後與金天的手下發生槍戰，最後與金天的手下互相開槍殺害身亡 |
| 杜大偉 | 李鐵岳     | 李議員 於第17集登場 立法會議員 柳澤成之競爭對手，被他陷害 曾對令熊有偏見，後和好，並與她合作對付柳澤成 於第19集被柳澤成指使的韋磊殺害不遂 於第22集因柳澤成造假票而落選立法會選舉，後企圖控告他舞弊不遂 |
| 區軒瑋 | 何 生      | 何秘 與柳澤成、令烈合作北大嶼山發展計劃（第22集） |
| 鄧英敏 | 委員會主席 | 保安事務聯會主席（第23-24集） |
| 潘麗施 | 李秘書長   | 保安局常任秘書長 保安事務聯會保安局代表（第23-24集） |
| 紀保羅 | 陳 官      | 律政司首席秘書（第23-24集） |
| 吳江倫 | 林議員     | 立法會議員 保安事務聯會成員（第23-24集） |
| 李 健  | 張議員     | 立法會議員 保安事務聯會成員（第23-24集） |
| 甄懋強 | 蔣偉聰     | 警務處副處長（管理）（第25集） |

### 其他演員
| 演員                      | 角色                                                                     | 暱稱／關係 |
| 尹樂瞳（童年）            | 阮清欣                                                                   | 阿欣 流浪客／保鏢／泰國華僑／前泰國黑魔游擊隊成員 兒時因遭父親虐待（實為她不想自己受黑魔游擊隊折磨而企圖弄死自己）及因看見父母被Johnny Cub及游擊隊殺害而患上童年陰影 高子之保鏢兼鬥氣冤家，後漸漸成為其女友 易兆風之徒弟 視令熊為救命恩人，被她委派保護高子 令千佑、韋以柔、戴華冠、李佳佳之好友 兒時被Johnny Cub擄走兼訓練成為職業殺手，並仇恨他 於第1集被金天設局讓戴七派越虎幫的殺手伏擊，後把高子救回 於第15集險被Johnny Cub殺害，後被高子救回，並與他發生關係 於第25集被金天威逼的范柏森錯手毒害，後康復 於第27集為了保護高子而被金天的手下槍傷至昏迷不醒 於第28集甦醒，並在兩年後與高子重逢 |
| 胡定欣                    | 阮清欣                                                                   | 阿欣 流浪客／保鏢／泰國華僑／前泰國黑魔游擊隊成員 兒時因遭父親虐待（實為她不想自己受黑魔游擊隊折磨而企圖弄死自己）及因看見父母被Johnny Cub及游擊隊殺害而患上童年陰影 高子之保鏢兼鬥氣冤家，後漸漸成為其女友 易兆風之徒弟 視令熊為救命恩人，被她委派保護高子 令千佑、韋以柔、戴華冠、李佳佳之好友 兒時被Johnny Cub擄走兼訓練成為職業殺手，並仇恨他 於第1集被金天設局讓戴七派越虎幫的殺手伏擊，後把高子救回 於第15集險被Johnny Cub殺害，後被高子救回，並與他發生關係 於第25集被金天威逼的范柏森錯手毒害，後康復 於第27集為了保護高子而被金天的手下槍傷至昏迷不醒 於第28集甦醒，並在兩年後與高子重逢 |
| 阮 兒（青年） （整容前）  | 謝若薇                                                                   | 薇姨 台灣民宿老闆娘 高子之養母 令熊之好友，因想保護其而整容，成為其替身 曾被令家名、令家就誤以為是令熊 於第1集為了保護高子而被金天設局讓戴七派越虎幫的殺手槍殺身亡 |
| 趙希洛（青年） （整容後） | 謝若薇                                                                   | 薇姨 台灣民宿老闆娘 高子之養母 令熊之好友，因想保護其而整容，成為其替身 曾被令家名、令家就誤以為是令熊 於第1集為了保護高子而被金天設局讓戴七派越虎幫的殺手槍殺身亡 |
| 鮑起靜                    | 謝若薇                                                                   | 薇姨 台灣民宿老闆娘 高子之養母 令熊之好友，因想保護其而整容，成為其替身 曾被令家名、令家就誤以為是令熊 於第1集為了保護高子而被金天設局讓戴七派越虎幫的殺手槍殺身亡 |
| 莫家淦（青年）            | 易兆風                                                                   | 易先生 令熊之私人助理兼保鏢及知己 阮清欣之師傅 於第20集為救令熊而被台灣黑幫開槍射至重傷昏迷，後於第23集康復 於第25集被金天威逼的范柏森錯手毒害，後康復 於第28集為了保護令熊而被金天派來的殺手殺死 |
| 歐瑞偉                    | 易兆風                                                                   | 易先生 令熊之私人助理兼保鏢及知己 阮清欣之師傅 於第20集為救令熊而被台灣黑幫開槍射至重傷昏迷，後於第23集康復 於第25集被金天威逼的范柏森錯手毒害，後康復 於第28集為了保護令熊而被金天派來的殺手殺死 |
| 張秀文                    | 李佳佳                                                                   | 波子（戴華冠、高子杰專稱） 茶餐廳老闆娘，後於第17集成為令熊之下屬 李魁之妹 暗戀戴華冠，後為女友 高子、阮清欣、令千佑、韋以柔之好友 於第25集懷孕 |
| 蕭徽勇                    | 李 魁                                                                    | 胖剛（戴華冠專稱） 茶餐廳老闆 李佳佳之兄 針對戴華冠，後和好 |
| 蔡國慶                    | 陳萬輝                                                                   | 鄉紳／土豪 與柳澤成簽訂秘密協議，後反目 與令熊結怨而成為天敵（實為金天與柳澤成設的局） 於第7集派手下綁架戴麒忠 於第11集交代被警方拘捕 |
| 何俊軒                    | Johnny Cub                                                               | 泰國黑魔游擊隊頭目 凶猛殘暴，草菅人命，無人性，並以綁架及强逼手段把小童訓練成為職業殺手 與令熊結怨而成為天敵（實為金天與柳澤成設的局） 阮清欣之殺父母仇人，並把她訓練成為職業殺手 於第12集與令家就合作運軍火，後反目（實為金天設的局） 於第14集與手下綁架羅皓兒 於第15集把高子杰刺傷，最後被易兆風開槍擊斃 名字諧音：Johnny Depp （強尼•特普） |
| 張本立 （配音：朱子聰）   | 蔣雲天                                                                   | 香港四大家族／富豪 金天的幕後金主 基本上控制全香港的地產、能源、運輸、金融 於第28集被高子成功説服出賣並下令殺手幹掉金天，其後扶植高子坐上Rainman之位 在兩年後被高子出賣並被其把所有犯罪證據在網上公開 |
| 李 岡                     | 任賜強                                                                   | 香港四大家族／富豪 金天的幕後金主 基本上控制全香港的地產、能源、運輸、金融 於第28集被高子成功説服出賣並下令殺手幹掉金天，其後扶植高子坐上Rainman之位 在兩年後被高子出賣並被其把所有犯罪證據在網上公開 |
| Joe Junior                | 游嘉華                                                                   | 香港四大家族／富豪 金天的幕後金主 基本上控制全香港的地產、能源、運輸、金融 於第28集被高子成功説服出賣並下令殺手幹掉金天，其後扶植高子坐上Rainman之位 在兩年後被高子出賣並被其把所有犯罪證據在網上公開 |
| 陳國基                    | 文迪申                                                                   | 香港四大家族／富豪 金天的幕後金主 基本上控制全香港的地產、能源、運輸、金融 於第28集被高子成功説服出賣並下令殺手幹掉金天，其後扶植高子坐上Rainman之位 在兩年後被高子出賣並被其把所有犯罪證據在網上公開 |
| 李興華                    | 靚 寶                                                                    | 保鏢 令千佑之下屬 於第27集假裝被高子杰收買陷害令千佑 於第28集被金天派來的殺手開槍擊斃 |
| 黃毅進                    | 阿 信                                                                    | 保鏢 令千佑之下屬 於第27集假裝被高子杰收買陷害令千佑 於第28集被金天派來的殺手開槍擊斃 |
| 姚宏遠                    | 黑 仔                                                                    | 保鏢 令千佑之下屬 於第27集假裝被高子杰收買陷害令千佑 於第28集被金天派來的殺手開槍擊斃 |
| 羅浩銘                    | 豺 狼                                                                    | 陳萬輝之手下 於第12集交代被警方拘捕 |
| 鄭世豪                    |                                                                          | |
| 沈可欣                    | Mandy                                                                    | 令熊之秘書 |
| 李偉健                    |                                                                          | 主持（第1、3集） |
| 郭千瑜                    |                                                                          | 宴會賓客（第1、3集） |
| 郭千瑜                    | 柳澤成職員                                                               | |
| 李啟傑                    | 劉 標                                                                    | 洪永東之手下（第1集） |
| 關浩揚                    |                                                                          | 劉標之手下（第1集） |
| 關梓陽                    |                                                                          | 劉標之手下（第1集） |
| 黃榮燊                    |                                                                          | 劉標之手下（第1集） |
| 黃榮燊                    | 打手（第6集）                                                            | |
| 黃榮燊                    | 陳萬輝之手下（第7-9集）                                                  | |
| 麥嘉倫                    |                                                                          | 令熊之保鏢（第1集） |
| 李 豪                     |                                                                          | 令熊之保鏢（第1、3-4、9、19、21、25集） 於第9集被陳萬輝的手下槍傷，後康復 令家就之保鏢（第13-14集） |
| 王致狄                    |                                                                          | 令熊之保鏢（第1、3-4、9、19、21、25集） 於第9集被陳萬輝的手下槍傷，後康復 令家就之保鏢（第13-14集） |
| 林宥喬                    |                                                                          | 令熊之保鏢（第1、3-4、9、19、21、25集） 於第9集被陳萬輝的手下槍傷，後康復 令家就之保鏢（第13-14集） |
| 李嘉晉                    |                                                                          | 記者（第1、3、5、10、17集） |
| 楊家寶                    |                                                                          | 記者（第1、3、5、10、17集） |
| 吳嘉儀                    |                                                                          | 記者（第1、3、5、10、17集） |
| 何沛霖                    |                                                                          | 記者（第1、3、5、10、17集） |
| 吳偉豪                    |                                                                          | 越虎幫殺手（第1集） |
| 吳偉豪                    | 搞事份子（第19集）                                                       | |
| 伍富橋                    |                                                                          | 越虎幫殺手（第1集） |
| 伍富橋                    | 陳萬輝之手下，假扮保安（第9集） 於第9集被阮清欣開槍擊斃                  | |
| 盧偉文                    |                                                                          | 越虎幫殺手（第1集） |
| 盧偉文                    | 陳萬輝之手下（第7-9集）                                                  | |
| 季蘋蘋                    |                                                                          | 台灣主播（第1集） |
| 鬼 塚                     | 南 哥                                                                    | 黑社會（第2集） |
| 陳靖雲                    |                                                                          | 令氏職員（第2集） |
| 梁博恩                    | 黎                                                                       | 越虎幫殺手（第2集） |
| 羅 鴻                     |                                                                          | 保安（第3集） |
| 周 凌                     | 新鳳璇                                                                   | |
| 張漢斌                    | Marco                                                                    | 戴七之手下 於第4集被戴七指使欲炸死令熊未遂 |
| 劉天龍                    | Alvin                                                                    | 戴七之手下 於第4集被戴七指使欲炸死令熊未遂 |
| 霍健邦                    | 木 工                                                                    | 戴七之手下 於第4集被戴七指使欲炸死令熊未遂 |
| 彭美嫦                    | 戴老太                                                                   | 戴七之母 於第4集被令熊挾持 於第6集交代與家人被金天指使的李仁禮炸死 |
| 黃建東                    | Nathan                                                                   | 萬國鋒集團經理（第4集） |
| 魏惠文                    | Issac Wong                                                               | 萬國鋒集團高級經理（第4集） |
| 袁鎮業                    |                                                                          | 萬國鋒集團保安（第4集） |
| 司徒暉                    |                                                                          | 萬國鋒集團保安（第4集） |
| 朱樂洺                    |                                                                          | 韋以強之波友，並欺負他（第5集） |
| 郭子豪                    |                                                                          | 韋以強之波友，並欺負他（第5集） |
| 招浩明                    |                                                                          | 韋以強之波友，並欺負他（第5集） |
| 曾 敏                     |                                                                          | 公關（第5集） |
| 張詩欣                    |                                                                          | 性感女郎（第5集） |
| 蕭凱欣                    |                                                                          | 性感女郎（第5集） |
| 周梓盈                    |                                                                          | 柳澤成之秘書（第5、17、18集） |
| 鄧伊婷                    |                                                                          | 柳澤成之助理（第5、17、18集） |
| 章景恆                    |                                                                          | 古惑仔（第6集） |
| 趙樂賢                    | 天 哥                                                                    | 黑社會頭目 祖哥之老大（第6集） |
| 盧峻峯                    |                                                                          | 地產代表（第6集） |
| 謝可逸                    |                                                                          | 陳萬輝之手下（第7-9集） |
| 謝可逸                    | 高子杰之替身（第13集）                                                   | |
| 曾海昌                    |                                                                          | 陳萬輝之手下（第7-9集） |
| 譚坤倫                    |                                                                          | 陳萬輝之手下（第7-9集） |
| 容天佑                    |                                                                          | 陳萬輝之手下（第7-9集） |
| 劉一飛                    | 馬 總                                                                    | 內地富商 與陳萬輝勾結（第7-8集） |
| 曾守明                    |                                                                          | 練靶場計時者（第7集） |
| 招浩明                    |                                                                          | 假飛虎（第8集） |
| 譚永浩                    |                                                                          | 令氏保鑣（第8、23、25集） |
| 彭紀諺                    |                                                                          | 令氏保鑣（第8集） |
| 彭紀諺                    | 令家就之保鏢（第13集）                                                   | |
| 陳俊堅                    |                                                                          | 韋磊之助理（第8、22集） |
| 鄭詠謙                    |                                                                          | 殺手（第8集） |
| 沈愛琳                    |                                                                          | 秘書（第10、22集） |
| 張雪瑩                    |                                                                          | 秘書（第10、22集） |
| 張雪瑩                    | 護士（第19、21集）                                                       | |
| 王德基                    |                                                                          | 港龍匯奠基典禮主持（第10集） |
| 鄧永健                    |                                                                          | 保安（第11集） |
| 范仲恒                    |                                                                          | Johnny Cub之手下（第12-15集） |
| 余應彤                    |                                                                          | Johnny Cub之手下（第12-15集） |
| 李智銳                    | 蔡 生                                                                    | 令氏集團物流部總監（第12-13、22集） |
| 蘇麗明                    | Heidi                                                                    | 蔡生之秘書，後成為高子杰之秘書（第12-13、16集） |
| 楊嘉欣                    |                                                                          | 美女甲（第12集） |
| 楊嘉欣                    | 新聞報導員（第17集）                                                     | |
| 吳綺珊                    |                                                                          | 美女乙（第12集） |
| 黃穎君                    |                                                                          | 主持（第12集） |
| 李日昇                    | 張家浚                                                                   | 文憑試狀元（第12集） |
| 譚焯升                    | 余海洺                                                                   | 文憑試狀元（第12集） |
| 李海生                    | 炳 叔                                                                    | 粥店老闆（第12、14集） |
| 陳振華                    | 里 諾                                                                    | 尼哥拉工業部部長（第17集） |
| 劉嘉琪                    |                                                                          | 柳澤成的職員（第17集） |
| 方紹聰                    |                                                                          | 柳澤成的職員（第17集） |
| 利穎怡                    |                                                                          | 柳澤成的職員（第17集） |
| 許家傑                    | 南                                                                       | Marco 李鐵岳的助理團成員之一 羅皓雯之前男友 |
| 吳展驊                    |                                                                          | 李鐵岳的助理團成員之一（第18-19集） |
| 容羨媛                    |                                                                          | 李鐵岳之妻（第19集） |
| 錢 悦                     |                                                                          | 李鐵岳之女（第19集） |
| 謝芷倫                    |                                                                          | 護士（第19集） |
| 李漫芬                    |                                                                          | 搞事份子（第19集） |
| 陳家良                    |                                                                          | 搞事份子（第19集） |
| 陳家良                    | 金天之手下（第24-26集） 於第26集與柳澤成發生槍戰，並與柳澤成互相槍殺身亡 | |
| 莫偉文                    | 天 爺                                                                    | 台灣黑龍幫幫主 於第20集被阿昇設局殺害 |
| 杜燕歌                    | 雷 爺                                                                    | 台灣黑龍幫叔父 於第20集因誤以為天爺被令熊所殺而派手下追殺令熊、高子、令千佑 第21集因韋以柔前來談判而將其挾持，在韋以柔被令千佑等人救出後派手下槍殺韋以堅、韋以強，在得知事情的真相後，和令熊通電致歉並和好 |
| 姚 兵                     | 昇 哥                                                                    | 阿昇 台灣黑龍幫副幫主，实为叛徒 天爺之手下 於第20集與令家就、韋磊、韋以堅、韋以強勾結，殺害天爺，並嫁禍及陷害令熊 於第21集因懷疑令家就試圖倒戈而想殺其滅口，卻反被令家就用扳手打死 |
| 馮秀華                    |                                                                          | 婚紗店經理（第20集） |
| 曹思詩                    |                                                                          | 婚紗店店員（第20集） |
| 張景涵                    |                                                                          | 黑龍幫手下（第21集） |
| 馮子森                    |                                                                          | 黑龍幫手下（第21集） |
| 潘梓鋒                    |                                                                          | 打手（第22集） |
| 黃耀煌                    |                                                                          | 保鑣（第22集） |
| 陳振業                    |                                                                          | 令氏集團高層（第22集） |
| 王華盛                    |                                                                          | 令氏集團高層（第22集） |
| 陳富勝                    |                                                                          | 陳萬輝之子（第24集） |
| 潘盈慧                    |                                                                          | 主播（第24集） |
| 周嘉洛                    |                                                                          | 金天之手下（第24、25集） |
| 李潤庭                    |                                                                          | 金天之手下（第24、25集） |
| 丘梓謙                    |                                                                          | 學生會主席（第25集） |

## 收視
本劇於香港無綫電視翡翠台24小時跨平台之收視紀錄：
| 週次 | 集數   | 日期                   | 收視率 | 備註 |
| 1    | 1－5   | 2017年8月7日－8月11日  | 26點   | 星期一至五總收視26.2點 首集總收視26.4點 第4集總收視27.4點 |
| 2    | 6－10  | 2017年8月14日－8月18日 | 27點   | 星期一至五總收視27.3點 |
| 3    | 11－15 | 2017年8月21日－8月25日 | 29點   | 星期一至五總收視28.7點 第13集總收視31.4點 |
| 4    | 16－20 | 2017年8月28日－9月1日  | 26点   | 星期一至五總收視26.3點 最高總收視29點 |
| 5    | 21－25 | 2017年9月4日－9月8日   | 28點   | 星期一至五總收視27.6點 第24集收視28.6點 |
| 6    | 26－28 | 2017年9月11日－9月13日 | 29點   | 星期一至三總收視28.8點（24小時） 星期一至三總收視30.4點（7日） 第26集總收視27.6點 第27集總收視28.7點 第28集總收視29.8點 第28集總收視30點（24小時） 第28集總收視31.8點（7日） |
| 全劇 | 全劇   | 全劇                   | 28點   | 平均收视27.5點 |

## 獎項及提名

### 星和無綫電視大獎2017
| 年份   | 獎項                  | 單位                             | 結果 |
| ------ | --------------------- | -------------------------------- | ---- |
| 2017年 | 我最愛TVB電視劇集     | 同盟                             | 獲獎 |
| 2017年 | 我最愛TVB男主角       | 陳展鵬（高子杰）                 | 提名 |
| 2017年 | 我最愛TVB女主角       | 鲍起静（令 熊）                  | 提名 |
| 2017年 | 我最愛TVB女主角       | 胡定欣（阮清欣）                 | 提名 |
| 2017年 | 我最愛TVB男配角       | 陳山聰（令千佑）                 | 提名 |
| 2017年 | 我最愛TVB女配角       | 姚子羚（韋以柔）                 | 提名 |
| 2017年 | 我最喜愛TVB電視男角色 | 陳展鵬（高子杰）                 | 獲獎 |
| 2017年 | 我最喜愛TVB電視男角色 | 陳山聰（令千佑）                 | 獲獎 |
| 2017年 | 我最喜愛TVB電視女角色 | 胡定欣（阮清欣）                 | 獲獎 |
| 2017年 | 我最喜愛TVB電視女角色 | 姚子羚（韋以柔）                 | 獲獎 |
| 2017年 | 我最愛TVB熒幕情侶     | 陳展鵬、胡定欣（高子杰、阮清欣） | 提名 |
| 2017年 | 我最愛TVB熒幕情侶     | 陳山聰、姚子羚（令千佑、韋以柔） | 提名 |

### TVB 馬來西亞星光薈萃頒獎典禮2017
| 年份   | 獎項              | 單位                    | 結果             |
| ------ | ----------------- | ----------------------- | ---------------- |
| 2017年 | 最喜愛TVB電視劇集 | 同盟                    | 提名（最後三強） |
| 2017年 | 最喜愛TVB男主角   | 陳展鵬（高子杰)         | 提名（最後三強） |
| 2017年 | 最喜愛TVB女主角   | 胡定欣（阮清欣）        | 提名（最後三強） |
| 2017年 | 最喜愛TVB女主角   | 鲍起静（令 熊／謝若薇） | 提名             |
| 2017年 | 最喜愛TVB男配角   | 陳山聰（令千佑）        | 獲獎             |
| 2017年 | 最喜愛TVB女配角   | 姚子羚（韋以柔）        | 獲獎             |
| 2017年 | 最喜愛TVB電視角色 | 高子杰                  | 獲獎             |
| 2017年 | 最喜愛TVB電視角色 | 阮清欣                  | 獲獎             |
| 2017年 | 最喜愛TVB電視角色 | 令千佑                  | 提名             |
| 2017年 | 最喜愛TVB電視角色 | 韋以柔                  | 提名             |
| 2017年 | 最喜愛TVB電視角色 | 令 熊／謝若薇           | 提名             |
| 2017年 | 最喜愛TVB熒幕情侶 | 陳展鵬、胡定欣          | 獲獎             |
| 2017年 | 最喜愛TVB熒幕情侶 | 陳山聰、姚子羚          | 提名             |

### 萬千星輝頒獎典禮2017
| 獎項               | 單位                     | 結果             |
| ------------------ | ------------------------ | ---------------- |
| 最佳劇集           | 同盟                     | 提名             |
| 全球網民最喜愛劇集 | 同盟                     | 提名             |
| 最佳男主角         | 陳展鵬                   | 提名（最後五強） |
| 最佳女主角         | 鮑起靜                   | 提名（最後五強） |
| 最佳女主角         | 胡定欣                   | 提名（最後五強） |
| 最佳男配角         | 歐瑞偉                   | 提名（最後五強） |
| 最佳男配角         | 陳山聰                   | 獲獎             |
| 最佳男配角         | 郭 鋒                    | 提名             |
| 最佳男配角         | 吳家樂                   | 提名             |
| 最佳女配角         | 江美儀                   | 提名             |
| 最佳女配角         | 姚子羚                   | 提名（最後五強） |
| 最受歡迎電視男角色 | 歐瑞偉                   | 提名             |
| 最受歡迎電視男角色 | 陳展鵬                   | 提名             |
| 最受歡迎電視女角色 | 鮑起靜                   | 提名             |
| 最受歡迎電視女角色 | 胡定欣                   | 提名（最後五強） |
| 最受歡迎電視女角色 | 姚子羚                   | 提名             |
| 最受歡迎電視拍檔   | 陳展鵬、胡定欣           | 提名             |
| 最受歡迎電視拍檔   | 陳山聰、姚子羚           | 提名             |
| 最受歡迎劇集歌曲   | 一觸即發（主唱：陳展鵬） | 提名（最後五強） |

### 微博之星2017
| 年份   | 獎項                 | 角色/劇集           | 結果 |
| ------ | -------------------- | ------------------- | ---- |
| 2018年 | 微博給力電視劇       | 同盟                | 提名 |
| 2018年 | 微博給力電視劇男角色 | 陳展鵬              | 提名 |
| 2018年 | 微博給力電視劇女角色 | 胡定欣              | 提名 |
| 2018年 | 微博給力電視劇女角色 | 姚子羚              | 提名 |
| 2018年 | 微博給力螢幕組合     | 陳山聰、姚子羚      | 提名 |
| 2018年 | 微博給力劇集歌曲     | 陳展鵬-《一觸即發》 | 提名 |

## 記事
- 2016年9月29日：此劇於12:00在將軍澳電視廣播城一廠停車場舉行開鏡拜神記者會。[24][25]
- 2016年10月13日：此劇於17:00在將軍澳唐德街3號香港九龍東皇冠假日酒店1樓宴會廳3進行外景拍攝。
- 2016年12月19日：此劇前往中華民國台北取景。[26]
- 2017年1月6日：此劇於19:00在尖沙咀加拿分道25-31號5樓舉行煞科宴。[27][28]
- 2017年3月13日：此劇主要演員出席《香港國際影視展》宣傳劇集。
- 2017年7月3日：此劇於15:30在將軍澳工業村駿才街77號電視廣播城二樓中菜廳《TVB Amazing Summer記者會》宣傳劇集。
- 2017年7月27日：此劇於12:30在將軍澳新都城中心二期商場L1天幕大堂舉行「皇者駕臨」宣傳活動。[29]
- 2017年8月6日：此劇於14:00在紅磡民裕街41號凱旋工商中心一期13樓A室孫悟空泰拳及健身中心舉行「強者特訓」宣傳活動。[30][31]
- 2017年8月13日：此劇於14:00在馬鞍山西沙路608號馬鞍山廣場二樓中庭舉行「擂台爭霸」宣傳活動。[32][33]
- 2017年8月20日：此劇於13:00在香港仔黃竹坑道55號如心南灣海景酒店P6泳池舉行「水上激戰」宣傳活動。[34][35][36]
- 2017年8月30日：此劇於14:30在紅磡都會道6號置富都會7樓大堂舉行「同盟揭秘」宣傳活動。[37][38][39]
- 2017年9月5日：此劇於13:00在油塘大本型商場地下中庭舉行「誰是Big Boss？」宣傳活動。[40]
- 2017年9月21日：此劇於18:15在將軍澳工業村駿才街77號電視廣播城二樓中菜廳舉行祝捷晚宴。[41]

## 軼事
- 此劇為2017年無綫月曆之一。
- 香港法例並不允許除紀律部隊外的人持槍，而即使持有槍牌者亦只可以持氣槍，並且有嚴格限制。但劇中令家、韋家眾人並非擔任紀律部隊和持有槍牌，卻可以持重型槍械及實彈在鬧市使用而沒有被拘捕，實在不合理。
- 此劇「令千佑」及「韋以柔」原定分別由袁偉豪及王君馨飾演，因兩人分別要拍攝《使徒行者2》及《超時空男臣》而辭演，後改由陳山聰及姚子羚飾演。
- 此劇為翡翠台自《識法代言人》於2006年1月4日（星期三）播映大結局後，近11年來第一套黃金時段劇集於星期三播映大結局。監製文偉鴻解釋，因為當初原定播出時間是星期一至日，故製作28集，一星期七集便剛好播出四星期，但後來第四線劇集於2017年6月19日起改回星期一至五播放模式，所以就在星期三（9月13日）播放大結局[42]，星期四至日（9月14至17日）則預留予《踩過界》播放結局篇。此劇亦是《我的如意狼君》於2012年1月2日（星期一）播映大結局後首套在非星期五、六或日播映大結局的黃金時段劇集[43]。
- 此劇是鮑起靜首度參與無綫電視拍攝的電視劇[44][45][46][47][48]，及與陳展鵬繼亞洲電視電視劇《萬家燈火》、《盲俠金魚飛天豬》及《笨小孩》後第四度合作[49]。
- 此劇是林穎彤、江美儀、鮑起靜與陳展鵬繼亞洲電視電視劇《萬家燈火》後再度合作，亦是江美儀、鮑起靜繼亞洲電視電視劇《肥貓正傳》，《肥貓正傳II》,《影城大亨》,《祖先開眼》,及 《屋企有個肥大佬》後再度合作。
- 此劇是胡定欣、江美儀、黃長興、張國強、趙希洛、張秀文、黃嘉樂、林秀怡及杜燕歌繼《衝上雲霄II》後再度合作，亦是胡定欣、林子善、梁烈唯、羅樂林、江美儀、黃長興及鄭子誠繼《點金勝手》後再度合作，亦是胡定欣、黃嘉樂及林子善繼《鐵馬尋橋》後再度合作。
- 此劇飾演兄弟的林子善與敖嘉年二人，實際上敖嘉年年齡比林子善大5歲半。
- 此劇是韓馬利與梁舜燕繼《On Call 36小時》和《On Call 36小時II》再度飾演母女。
- 此劇是沈可欣與丈夫楊證樺一同參與本劇，但他們並沒有對手戲。
- 同期播出的另一線電視劇《燦爛的外母》乃是姚子羚、張國強、湯洛雯、蔡國慶、楊卓娜、鄭子誠、楊證樺、曾航生、楊瑞麟、衛志豪和袁鎮業拍畢《同盟》後再度合作。 兩線劇集均會在9月份先後大結局。
- 此劇拍攝期間陳展鵬與胡定欣因拍打戲而被她肉連耳環當場扯甩，復工後陳展鵬則解釋受傷是因打觔斗時撼枱角受傷，而胡定欣則表示當時事發太快不知道發生什麼事[50][51]，而胡定欣亦因趁未正式埋位前與武指師傅排練打戲而拗柴受傷，需停廠休息[52]。
- 劇集的結尾沒有交代范柏森（吳家樂飾）、張綺蓮（楊卓娜飾）、趙學琳（李璧琦飾）、李仁禮（劉江飾）、郭勇軍（羅樂林飾）及李佳佳（張秀文飾）的下場。
- 此劇是何俊軒在無綫電視的告別作。

## 外部連結
- 同盟 - myTV SUPER （页面存档备份，存于）
- 同盟 新劇解構 - TVBUSA
- 豆瓣电影上《同盟》的資料 （简体中文）
- 《同盟》myTV SUPER 回看 （页面存档备份，存于）

## 電視節目的變遷

### 香港播放
| 香港 無綫電視翡翠台 星期一至五 21:30 - 22:30 | 香港 無綫電視翡翠台 星期一至五 21:30 - 22:30                                               | 香港 無綫電視翡翠台 星期一至五 21:30 - 22:30 |
| -------------------------------------------- | ------------------------------------------------------------------------------------------ | -------------------------------------------- |
|                                              | 同盟 （2017-08-07 - 2017-09-13）                                                           |                                              |
| 賭城群英會 （2017-06-19 - 2017-08-04）       | 踩過界（第25集及第26集） （2017-09-14 - 2017-09-15） 使徒行者2 （2017-09-18 - 2017-10-27） |                                              |

### 香港以外地區播放
| 马来西亚 Astro AOD、Astro AOD HD 星期一至五 21:30 - 22:15 | 马来西亚 Astro AOD、Astro AOD HD 星期一至五 21:30 - 22:15                                  | 马来西亚 Astro AOD、Astro AOD HD 星期一至五 21:30 - 22:15 |
| --------------------------------------------------------- | ------------------------------------------------------------------------------------------ | --------------------------------------------------------- |
|                                                           | 同盟 （2017-08-07 - 2017-09-13）                                                           |                                                           |
| 賭城群英會 （2017-06-19 - 2017-08-04）                    | 踩過界（第25集及第26集） （2017-09-14 - 2017-09-15） 使徒行者2 （2017-09-18 - 2017-10-27） |                                                           |

| 新加坡 HUB戏剧首选 星期一至五 21:30 - 22:15 | 新加坡 HUB戏剧首选 星期一至五 21:30 - 22:15                                                | 新加坡 HUB戏剧首选 星期一至五 21:30 - 22:15 |
| ------------------------------------------- | ------------------------------------------------------------------------------------------ | ------------------------------------------- |
|                                             | 同盟 （2017-08-07 - 2017-09-13）                                                           |                                             |
| 賭城群英會 （2017-06-19 - 2017-08-04）      | 踩過界（第25集及第26集） （2017-09-14 - 2017-09-15） 使徒行者2 （2017-09-18 - 2017-10-27） |                                             |

| 澳洲 翡翠台 星期一至五 20:30 - 21:30   | 澳洲 翡翠台 星期一至五 20:30 - 21:30  | 澳洲 翡翠台 星期一至五 20:30 - 21:30 |
| -------------------------------------- | ------------------------------------- | ------------------------------------ |
|                                        | 同盟 （2017-08-09 - 2017-09-22）      |                                      |
| 賭城群英會 （2017-06-20 - 2017-08-08） | 使徒行者2 （2017-09-25 - 2017-10-30） |                                      |

| HUB娛家戲劇台 每晚 21:00－22:00    | HUB娛家戲劇台 每晚 21:00－22:00       | HUB娛家戲劇台 每晚 21:00－22:00 |
| ---------------------------------- | ------------------------------------- | ------------------------------- |
|                                    | 同盟 （2017-11-29 - 2017-12-26）      |                                 |
| 踩過界 （2017-11-01 - 2017-11-28） | 使徒行者2 （2017-12-27 - 2018-01-25） |                                 |

| 美国 TVB1 星期一至五 黃金劇場 東岸時間 22:00 - 23:00 | 美国 TVB1 星期一至五 黃金劇場 東岸時間 22:00 - 23:00 | 美国 TVB1 星期一至五 黃金劇場 東岸時間 22:00 - 23:00 |
| ---------------------------------------------------- | ---------------------------------------------------- | ---------------------------------------------------- |
|                                                      | 同盟 (2018-9-28 - 2018-11-6)                         |                                                      |
| 賭城群英會 (2018-8-10 - 2018-9-27)                   | 使徒行者2 (2018-11-7 - 2018-12-18)                   |                                                      |

| 马来西亚 Astro華麗台、Astro華麗台HD 星期一至五 21:30－22:30 時段 | 马来西亚 Astro華麗台、Astro華麗台HD 星期一至五 21:30－22:30 時段 | 马来西亚 Astro華麗台、Astro華麗台HD 星期一至五 21:30－22:30 時段 |
| ---------------------------------------------------------------- | ---------------------------------------------------------------- | ---------------------------------------------------------------- |
|                                                                  | 同盟 （2018-11-13 － 2018-12-21）                                |                                                                  |
| 蝕日風暴 （2018-09-24 － 2018-11-12）                            | 超時空男臣 （2018-12-24 － 2019-02-05）                          |                                                                  |

| 新加坡 新传媒U频道 星期一至五 22:00 - 23:00 | 新加坡 新传媒U频道 星期一至五 22:00 - 23:00                | 新加坡 新传媒U频道 星期一至五 22:00 - 23:00 |
| ------------------------------------------- | ---------------------------------------------------------- | ------------------------------------------- |
|                                             | 同盟 （2019-07-17 － 2019-08-23） PG13                     |                                             |
| 隧道 （2019-06-14 － 2019-07-16）           | 你那邊怎樣·我這邊OK（台灣篇） （2019-08-26 － 2019-09-20） |                                             |

| 马来西亚 八度空间 TVB之最 星期一至五 19:00－19:58           | 马来西亚 八度空间 TVB之最 星期一至五 19:00－19:58 | 马来西亚 八度空间 TVB之最 星期一至五 19:00－19:58 |
| ----------------------------------------------------------- | ------------------------------------------------- | ------------------------------------------------- |
|                                                             | 同盟 （2019-08-07 － 2019-09-13） P13             |                                                   |
| 降魔的 （2019-07-09 － 2019-08-06）                         | 延禧攻略 （2019-09-16 － 2019-12-20）             |                                                   |
| （重播）星期一至五 10:30-11:30 1月24日、27日及28日 暂停播映 |                                                   |                                                   |
| 降魔的 (重播） （2019-11-19 － 2019-12-17）                 | 同盟 （2019-12-18 － 2020-01-29） P13             | PTU机动部队 （重播） （2020-01-30 - 2020-03-11）  |

| 新加坡 HUB都会台 星期一至五 22:30 - 23:30 | 新加坡 HUB都会台 星期一至五 22:30 - 23:30 | 新加坡 HUB都会台 星期一至五 22:30 - 23:30 |
| ----------------------------------------- | ----------------------------------------- | ----------------------------------------- |
|                                           | 同盟 （2020-09-14－2020-11-17)            |                                           |
| —                                         | 再创世纪 （2020年11-18－2021-01-01)       |                                           |

| 新加坡 新传媒8频道 星期一至五 23:00 - 00:00 | 新加坡 新传媒8频道 星期一至五 23:00 - 00:00 | 新加坡 新传媒8频道 星期一至五 23:00 - 00:00 |
| ------------------------------------------- | --- | ------------------------------------------- |
|                                             | 同盟 （2020-09-30 － 2020-11-06） PG13 |                                             |
| 月村欢迎你 （2020-08-19 － 2020-09-29）     | 敢敢做个开心人（重播） （两集连播） （2020-11-09 － 2020-11-25）播音人（重播） （两集连播） （2020-11-26 － 2020-12-14）我爱精灵（重播） （两集连播） （2020-12-15 － 2021-01-04) 小娘惹 （2021-01-05 － 2021-03-10) |                                             |

| 香港、 马来西亚 千禧经典台 Superstar…陈展鹏时段 · 星期一至五 09:00-10:45（香港时间） · 星期一至五 09:04-10:49（马来西亚时间）（两集连播） · 4月10日及4月28日僅播一集 | 香港、 马来西亚 千禧经典台 Superstar…陈展鹏时段 · 星期一至五 09:00-10:45（香港时间） · 星期一至五 09:04-10:49（马来西亚时间）（两集连播） · 4月10日及4月28日僅播一集 | 香港、 马来西亚 千禧经典台 Superstar…陈展鹏时段 · 星期一至五 09:00-10:45（香港时间） · 星期一至五 09:04-10:49（马来西亚时间）（两集连播） · 4月10日及4月28日僅播一集 |
| --- | --- | --- |
| | 同盟 （2023年4月10日 - 2023年4月28日） | |
| 叛逃 （2023年3月23日 - 2023年4月10日） | 奸人堅 （2023年4月28日 - 2023年5月12日） | |

1. ↑  1月24日、27日及28日新春特备